# Spilopsocus stigmaticus
Spilopsocus stigmaticus är en insektsart som först beskrevs av Tillyard 1923.  Spilopsocus stigmaticus ingår i släktet Spilopsocus och familjen fransgaffelstövsländor. Inga underarter finns listade i Catalogue of Life.